# Reyer Venezia 1948-1949
Questa voce raccoglie le informazioni riguardanti la Reyer Venezia nelle competizioni ufficiali della stagione 1948-1949.

## Stagione
La Reyer Venezia disputa il campionato di Serie A  terminando al 5º posto (su 12 squadre).

## Rosa 1948-1949
- Giulio Geroli
- Gigi Marsico
- Rossi
- "Baby" Italo Campanini
- L. "Gino" Campanini
- Luigi Borsoi
- Gino Burcovich
- Forcellini
- Barretta
- Giancarlo Minetto
- Sergio Stefanini
- Guido Garlato[1][2]

Allenatore: